# V. Artakhsaszjá perzsa király
V. Artakhsaszjá, melléknevén Besszosz, latinosan Bessus (? – Kr. e. 329 nyara) perzsa király Kr. e. 330-tól haláláig.

## Története
Besszosz baktriai satrapa volt – a király rokonaként – III. Dárajavaus idejében. A gaugamélai csata után menekülő Dárajavaust fogságba vetette, és magával hurcolta. Tehetséges és vállalkozó szellemű ember volt, aki a Nagy Sándorral való harcban a perzsa birodalom végleges bukását meg akarta gátolni és Dárajavaus helyett néhány vele egyenlő gondolkodású satrapával az ügyek élére állt. Amikor Sándor megtudta a király sorsát, Besszoszt és cinkosait azonnal üldözőbe vette.
A makedóniai lovasok már-már utolérték őket, Besszoszék a királyt levágták és halálos sebében otthagyták az út szélén (Kr. e. 330), maguk pedig a birodalom északi tartományai felé igyekeztek. Besszosz más satrapákkal megegyezvén, V. Artakhsaszjá (görögösen: Artaxerxész) néven királynak kiáltatta ki magát. Sándor ezalatt erőltetett menetben tovább üldözte Besszoszt és Sogdianában utol is érte. Ott Ptolemaiosz Lagi elfogta, és a perzsa-méd törvényszéknek átadta, amely kereszthalálra ítélte, amit Kr. e. 329-ben Ecbatanában végre is hajtottak.